# Rool
|  | Denne artikel er oprettet af botten PalnaBot ud fra en ekstern database. Den kan derfor have sproglige fejl eller mangler. Denne skabelon kan fjernes efter kontrol af indholdet. |

Rool er en film instrueret af Sophie B. Hjerl, Daniel Norback.

## Handling
En anderledes dansefilm om en kvinde der ruller i natten. En film med absolut fokus på kroppen.